# Mesanthura pulchra
Mesanthura pulchra är en kräftdjursart som beskrevs av Barnard 1925. Mesanthura pulchra ingår i släktet Mesanthura och familjen Anthuridae.
Artens utbredningsområde är Mexikanska golfen. Inga underarter finns listade i Catalogue of Life.